# Сергије Демић
Сергије Демић (Сарајево, 16. април 1909 — Београд, 21. новембар 1973) био је југословенски фудбалер, играо је на позицији голмана.

## Биографија
Започео је фудбалску каријеру у сарајевском Хајдуку. Већ са осамнаест година 1927. почео је да брани за сениорску екипу. Његов таленат није промакао тренерима загребачке Конкордије, а прешао је 1930. године у тим који је први пут ушао у Прву лигу Југославије.
Конкордија је освојила првенство 1930. године, а један од најзаслужнијих био је Демић који је веома добро бранио. Посебно се истакао на утакмици против београдског БСК−а за кога су тада играли најбољи југословенски играчи Александар Тирнанић и Благоје Марјановић, а Конкордија је победила резултатом 4:2. И наредне 1931. године са великим успехом брани гол Конкордије када његова екипа осваја друго место, иза београдског БСК-а, а испред Грађанског и Хајдука из Сплита. Демић је поново са Конкордијом освојио титулу државног првака 1932. године, а те године се играло по куп систему. У финалу су победили Хајдук — на обе утакмице је било 2:1 за Конкордију.
Две клупске титуле и добре одбране отвориле су му врата репрезентације Југославије, за коју је дебитовао 1932. године у пријатељској утакмици против Пољске у Загребу (пораз 0:3). Демић брани за Југославију и на Балканском купу 1933. у Букурешту, у победама против Грчке резултатом 5:3 и Бугарске 4:0. Четврту и последњу утакмицу за репрезентацију играо је 11. јуна 1933. против Румуније (пораз 5:0), ушао је у другом полувремену при резултату 4:0.
Након 1934. године Демић је прешао у бечки клуб ВАК, у ком се није дуго задржао. Вратио се у Загреб, али никада више није био у онаквој форми каква га је красила с почетка 1930-их година. Према неким изворима тада је стекао и репутацију боема, вероватно због сазнања о трагичној смрти брата Мирона, који је убијен у Интернационалним бригадама на мадридском фронту 1936. године. Ускоро на позив брата Зенона, одлази у Скопље где је играо за тамошњи Грађански све до сезоне 1938/39, али са променљивим успехом.
Други светски рат га затиче у Словенији, у заробљеништву које проводи у Љубљани. Након 1945. долази код брата Кирила у Загреб, а затим се заједно са супругом Надом сели у Београд, где живи мирним и повученим животом.
Преминуо је 21. новембра 1973. у 64. години и сахрањен је на Новом гробљу у Београду.

## Наступи за репрезентацију Југославије
| #  | Датум         | Место    | Противник | Резултат | Гол | Такмичење            |
| -- | ------------- | -------- | --------- | -------- | --- | -------------------- |
| 1. | 29. мај 1932. | Загреб   | Пољска    | 0:3      | 0   | Пријатељска утакмица |
| 2. | 3. јун 1933.  | Букурешт | Грчка     | 5:3      | 0   | Балкански куп        |
| 3. | 7. јун 1933.  | Букурешт | Бугарска  | 4:0      | 0   | Балкански куп        |
| 4. | 11. јун 1933. | Букурешт | Румунија  | 0:5      | 0   | Балкански куп        |

## Успеси
- Конкордија
  - Првенство Југославије: 1930, 1932.